# Lista episcopilor greco-catolici de Oradea Mare
Lista episcopilor greco-catolici de Oradea Mare:
- Meletie Covaci
- Moise Dragoș
- Ignatie Darabant
- Samuil Vulcan
- Vasile Erdeli
- Iosif Pop Silaghi
- Ioan Olteanu
- Mihail Pavel
- Demetriu Radu
- Valeriu Traian Frențiu
- Vasile Hossu
- Virgil Bercea